# 알렉세이 발라바노프
알렉세이 옥턉피노비치 발라바노프(러시아어: Алексе́й Октябри́нович Балаба́нов, 1959년 2월 25일~2013년 5월 18일)는 러시아의 영화 감독, 영화 각본가, 영화 프로듀서이다. 세르게이 보드로프 주니어 주연의 액션 영화 《브라더》와 《브라더 2》의 감독을 맡으며 평론가들의 호평을 받았으며 1999년에 니카상 감독상 부문을 수상했다.
2002년 브라더 시리즈로 호흡을 맞췄던 세르게이 보브로프가 사망한 후 음주로 심신을 달래다가 2013년에 심장 마비로 사망했다.

## 작품
- 《브라더》 (1997)
- 《브라더 2》 (2000)
- 《카고 200》 (2007)
- 《모르핀》 (2008)
- 《화부》 (2010)